# Blythe

Muñeca Blythe.

Blythe (ブライス bu-ra-i-su?) es una muñeca creada en 1972 por la ya desaparecida compañía de juguetes estadounidense Kenner. A diferencia de Barbie, Blythe no tiene novio o pareja formal, y no se da información sobre su profesión. Este hecho posibilita aún más las modificaciones que muchos de sus propietarios realizan en ellas, consistentes en retoques de pelo, color de ojos (se cambia una pieza llamada 'eyechip'), maquillaje, cuerpo, mecanismo interno, ropa, complementos, etc. De hecho, la subcultura Blythe ha florecido extremadamente rápido en Internet, organizada en foros y grupos de usuarios. Hay todo un mercado virtual de diseñadores de ropa Blythe y customizadores (expertos en realizar las modificaciones que suelen cobrar por sus servicios) en expansión.

## Historia
Las muñecas Blythe fueron desarrolladas inspirándose en los diseños de Margaret Keane, de manera similar a muchas otras muñecas americanas de los 60 y 70. Su principal característica era sus ojos, que tenían la posibilidad de ser cerrados a voluntad además de cambiar de color gracias a una cuerda con un tirador (conocida popularmente como 'pullstring') situada el la parte posterior de la cabeza, ocultada por el pelo. Las muñecas Blythe solo se vendieron en los EE. UU. (aunque se producían en Hong Kong) durante un año, 1972, ya que no fueron muy populares (las niñas americanas de la época tenían miedo de su cabeza desproporcionada) y eso las hizo desaparecer de las tiendas rápidamente. 
Treinta años después de su lanzamiento inicial, las Blythe recuperaron su popularidad inesperadamente. En 1997, la productora Gina Garan recibió una Kenner Blythe original de 1972 como regalo de un amigo y empezó a usarla como modelo para mejorar sus habilidades como fotógrafa. Empezó a llevarse su Blythe adonde fuera, tomando cientos de instantáneas. Más tarde, en 1999, un encuentro casual con la japonesa Junko Wong, responsable de CWC, consiguió que las Blythe llamaran la atención de los ejecutivos de Parco - un popular centro comercial japonés - y de los fabricantes japoneses de juguetes. 
En 2000, Gina publicó su primer libro de fotografía Blythe en Chronicle Books, This is Blythe. Más tarde en el mismo año, la compañía americana Hasbro (sucesora de Kenner) cedió los derechos de Blythe a la japonesa Takara. La primera 'Neo Blythe' (ya desarrollada por Takara) fue usada en una campaña televisiva de los almacenes Parco con instantáneo y rotundo éxito. Este hecho permitió la vuelta de Blythes a los EE. UU. y de allí al resto del mundo, pero esta vez convertidas en un producto 'de coleccionista' destinado a los adultos.
En 2003, Blythe fue el tema del especial de VH1, I Love the 70s, donde se dijo que recordaba a una «Barbie con elefantiasis» o a «Christina Ricci», entre otras cosas, pero de todos modos causó furor entre los invitados. 
En 2004, las galerías Ashton-Drake empezaron a producir sus propias réplicas de Blythe en los EE. UU., aunque sus modelos nunca han sido tan apreciados como los de Takara.
En 2008 marca de cremas y cosméticos Babaria las usaron como campaña publicitaria.
Hoy en día las muñecas Blythe son creadas únicamente para adultos coleccionistas.

## Tipos
Existen tres tipos de muñecas Blythe: las «Neo Blythe», versión de aproximadamente 30 cm, heredera de las Kenner originales, las pequeñas «Petite Blythe», de solo 11.2 cm, que nacieron en forma de llavero y las «Middie Blythe», que miden unos 20cm y han sido las últimas en hacer su aparición en el año 2010.
Solo las Neo Blythe tienen 4 diferentes colores de ojos, incluyendo azul, verde, naranja y rosa (excepto las muñecas de edición limitada que pueden incluir variaciones). Las Middies solo tienen un par de ojos que se mueven de lado a lado. Pueden mover los brazos y la cabeza pero las rodillas y la cintura son estáticas. Las Petites tienen párpado móvil y sus extremidades se pueden doblar. 
El precio de cada muñeca depende en gran medida del modelo, de su antigüedad, del estado de conservación y de la cantidad producida (algunas de ellas provienen de tiradas muy limitadas).
Las medidas de las Neo Blythe son: 4.17-2.76-3.89 (en pulgadas) o 106-70-99 (en mm).
Las medidas de Petite Blythe son: 1.77-1.18-16.5 (en pulgadas) o 45-30-42 (en mm).
El molde de la cabeza de las muñecas Blythe no ha sido siempre el mismo, sino que ha ido variando con la evolución de la muñeca. De menos a más reciente: molde BL (Blythe), EBL (Excellent), SBL (Superior), RBL (Radiance) y FBL (Fairest).
El cuerpo también ha ido cambiando con el avance de los modelos. Por ejemplo, las más antiguas llevan cuerpo Licca que puede doblar sus extremidades pero sin articulaciones, el cual posteriormente fue adaptado para los modelos con moldes Excellent (EBL), Superior (SBL), Radiance (RBL)y Fairest (FBL).

### Kenner Blythe
Las kenners son las blythe originales, comercializadas en 1972 por Kenner. Son las más cotizadas, una en buen estado puede costar alrededor de 800 euros, una aún en la caja original puede pasar los 3.000 euros. Tienen el cuerpo rígido tipo barbie con las rodillas posicionables. Existen cuatro tipos con distinto color de pelo: castaño, rubio, negro y rojo, sin embargo el maquillaje es el mismo: mejillas sonrojadas, labios rosas y sombra de ojos verde.